# DJふぉい
DJふぉい（ディージェイふぉい、1996年〈平成8年〉7月24日 -）は福岡県出身の男性歌手、DJ、ゲーム配信者。血液型はAB型。Repezen Foxxの元メンバー。ゲーミングチーム「NOEZ FOXX」ストリーマー部門所属。

## 来歴

### 2015年
- 8月25日 - DJ社長、DJ BANBANと共にレペゼン地球を結成[2]。

### 2020年
- 6月4日 - 自身のアパレルブランド「Luxury Love.」を設立[3]。

### 2023年
- 3月17日 - DJふぉいフォトエッセイ『#チラ裏』を発売[4]。
- 7月18日 - ヒカルと共にライブ配信事務所「LiveLife」を設立[5]。
- 7月25日 - DJ脇と共にプロe-Sportsチーム「NOEZ FOXX」を設立[6]。
- 11月3日 - 「阿蘇ビート2023」第三段アーティストとして参加予定[7]。

### 2024年
- 11月1日 - Repezen Foxxから解任が発表された[8]。

## ディスコグラフィ

### 参加作品
| 発売日        | アーティスト | タイトル     | 備考 |
| ------------- | ------------ | ------------ | ---- |
| 2024年11月8日 | Repezen Foxx | 不憫ボーイズ |      |

## 出演

### インターネット番組
- 岩淵紗貴のイワラジ #21（2022年10月5日、YouTube）
- オーイシ×加藤のピザラジオ ピザラ人狼 2023（2023年1月4日、YouTube）
- オーイシ×加藤のピザラジオ ピザラジ4周年記念公開生放送 in 福岡（2023年4月12日、YouTube）
- オーイシ×加藤のピザラジオ DJふぉい Presents 福岡旅（2023年4月15日-4月26日、YouTube）※全4エピソード
- 宮迫博之のサコるニュース（2023年5月11日、YouTube）
- STN'S KITCHEN #20（2023年5月25日、YouTube）
- STN'S KITCHEN #21（2023年6月25日、YouTube）
- Signater #43（2023年10月13日-16日、YouTube）
- OooDa＆伊織もえ ～ゲームの学校～（2023年10月27日、YouTube）

### ラジオ番組
- オーイシマサヨシのMBSヤングタウン Vol.96（2023年8月8日、MBSラジオ）
- サクラバシ919（2023年8月17日、ラジオ大阪）

### オフラインイベント
- フォトエッセイ「#チラ裏」発売記念イベント（2023年3月18日-19日、東京・大阪）[9]
- 配信者ハイパーゲーム大会 (2023年3月25日・26日、OPENREC.tv幕張メッセ)[10]
- 東京ゲームショウ2023（2023年9月24日、幕張メッセ）[11]
- 第2回配信者ハイパーゲーム大会 (2024年3月16日・17日、OPENREC.tv)

### オンラインイベント
- VCC APEX DUO CUSTOM #2（2021年3月5日）
- VCC APEX DUO CUSTOM #3（2021年3月17日）
- VCC APEX DUO CUSTOM #4（2021年3月30日）
- VCC PUBG CUSTOM #2（2021年6月15日）
- VCC PUBG CUSTOM #3（2021年7月1日）
- VCC APEX（2021年8月6日）
- VCC APEX（2021年9月14日）
- 第7回 Crazy Raccoon Cup Apex Legends（2021年10月9日）
- 雀魂-じゃんたま- The k4sen（2023年10月17日）

## 書籍
- 2023年3月17日 『DJふぉいフォトエッセイ 「#チラ裏」』 - DJ ふぉい (KADOKAWA) ISBN 978-4048975490